# Ole Sørensen (Segler)
Ole Sørensen (* 22. September 1883 in Stokke; † 25. Februar 1958 in Oslo) war ein norwegischer Segler.

## Erfolge
Ole Sørensen, Mitglied des Kongelig Norsk Seilforening (KNS), wurde 1920 in Antwerpen bei den Olympischen Spielen in der 10-Meter-Klasse nach der International Rule von 1907 Olympiasieger. Er war Crewmitglied der Eleda, die als einziges Boot seiner Klasse teilnahm. Der Eleda, deren Crew außerdem aus Ingar Nielsen, Gunnar Jamvold, Peter Jamvold, Claus Juell und Sigurd Holter und Skipper Erik Herseth bestand, genügte mangels Konkurrenz in zwei Wettfahrten jeweils das Erreichen des Ziels zum Gewinn der Goldmedaille.